# Gallotia bravoana
Gallotia bravoana är en ödleart som beskrevs av  Rainer Hutterer 1985. Gallotia bravoana ingår i släktet Gallotia och familjen lacertider. Inga underarter finns listade i Catalogue of Life.
Exemplaren blir utan svans cirka 148 mm långa och de väger ungefär 73 g. De är växtätare.
Arten förekommer på La Gomera som tillhör Kanarieöarna i Spanien. Honor lägger ägg. Exemplaren lever på öns västra sida på klippor med glest fördelad växtlighet. De är aktiva på dagen och äter främst växtdelar.
Beståndet hotas av fiender som katter och råttor. Några exemplar dödas vid jordskred. IUCN listar arten som akut hotad (CR). Arten betraktades över mer än hundra år som utdöd. Året 1999 hittades en liten population som hade överlevd. Populationen stabiliserades med hjälp av avelsprogram.